# Lesly Malouda
Pour les articles homonymes, voir Malouda.
Lesly Malouda né le 16 novembre 1983 à Kourou en Guyane est un footballeur français. Il évolue au poste de milieu de terrain.
Il est le frère de l'ancien international français Florent Malouda.

## Biographie
Il passe par le centre de formation du RC Lens. Il ne joue que très peu et est souvent laissé avec la réserve du RCL avec laquelle il a marque 2 buts en 79 matchs de 2000 à 2004. 
En 2005, il est prêté pour la saison au FC Istres.
Après une saison 2005-2006 en Ligue 2 avec le FC Istres, il ne parvient pas à rejoindre un club professionnel.
Après avoir évolué un an dans un club amateur de Toulouse, le Toulouse Fontaines Club en CFA2, il rejoint en 2008, le Club Deportivo Atlético Baleares, club de Palma de Majorque évoluant en troisième division espagnole.
Entre 2008 et 2009, il signe en amateur au FC Annœullin
En juin 2009, il signe au Dijon FCO, évoluant alors en Ligue 2 pour un contrat d'une saison. Il va y rester cinq ans mais ne disputant que 56 matchs dont 5 matchs lors de la saison 2011/2012 où le club évolue en Ligue 1. En janvier 2014, alors qu'il n'a joué aucune rencontre sur la première partie de saison avec l'équipe première, alors revenue en Ligue 2, le club annonce la résiliation de son contrat d'un commun accord. 
Retourné en Guyane mi 2015, il évolue actuellement avec le club amateur de l'ASC Le Geldar à Kourou
Il a été sélectionné au sein de l'équipe de Guyane de football.